# Caithness
Caithness (Gallaibh in lingua gaelica scozzese) è una contea di registrazione, area di luogotenenza e contea tradizionale della Scozia.
Caithness confina con la contea storica di Sutherland ed è circondata per la restante parte dal mare. Il confine terrestre segue uno spartiacque ed è attraversato da due strade, la A9 e la A836, e una ferrovia, la Far North Line. Lungo il Pentland Firth i traghetti collegano Caithness con le Isole Orcadi e Caithness conta anche un aeroporto situato a Wick. L'isola di Stroma, sul Pentland Firth, appartiene a Caithness. Il nome fu utilizzato anche per la contea di Caithness e per il collegio di Caithness al Parlamento del Regno Unito dal 1708 al 1918. I confini non sono identici in tutti i contesti, ma l'area di Caithness è oggi interamente compresa all'interno dell'area amministrativa Highland.
Caithness è una delle vice-contee Watsoniane, ossia le suddivisioni della Gran Bretagna e Irlanda che sono utilizzate per scopi di registrazioni biologiche e altre raccolte di dati scientifici. Le vice-contee furono introdotte da Hewett Cottrell Watson che le utilizzò per primo nel terzo volume del suo Cybele Britannica pubblicato nel 1852. Ridefinì in qualche modo il sistema nei volumi successivi, ma le vice-contee rimasero immutate nelle successive riorganizzazioni locali, permettendo ai dati storici e moderni di poter essere comparati agevolmente e accuratamente.

## Toponimia
La parte Caith viene dal nome di una tribù di Pitti conosciuta come Cat o Catt, o ancora Catti. Il suffisso -ness viene dal norreno e significa promontorio. I norreni chiamavano l'area Katanes (promontorio del popolo Catt) e nei tempi il nome mutò in Caithness.
Il nome gaelico di Caithness,Gallaibh, significa "tra gli stranieri" (i norreni). I Catti sono rappresentati nel nome gaelico del Sutherland orientale, Cataibh, e nell'antico nome gaelico delle Shetland, Innse Chat.

## Geografia
Caithness si estende per circa 50 chilometri da nord a sud e per circa 50 chilometri da est a ovest, con un'area di circa 1844 km². La topografia è piatta, in contrasto con la maggior parte della parte restante del nord della Scozia. Fino all'ultima parte del XX secolo, quando in grandi aree vennero piantate conifere, il profilo della regione era ancora più notevole per la quasi totale assenza di foreste. 

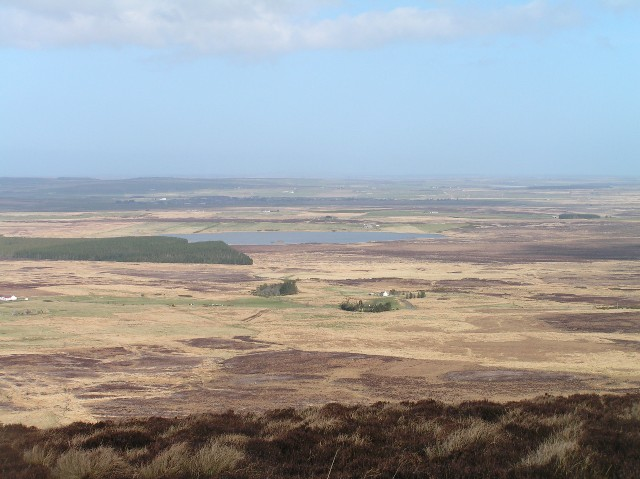
Panorama di Caithness, guardando verso Halkirk da Beinn Freiceadain

La geologia di Caithness è costituita da Old Red Sandstone fino ad una profondità stimata di circa 4.000 metri. Questa sandstone consiste di sedimenti cementati del Bacino Orcadiano che si suppone si estendesse dalle Shetland fino a Grampiani, durante il Devoniano circa 370 milioni di anni fa. Pesci e piante fossilizzati sono stati ritrovati tra gli strati di sedimento; vecchie rocce metamorfiche (granito) si trova nell'area di Scaraben e Ord, nell'area relativamente alta a sud-ovest della contea. Il punto più alto di Caithness, Morven, si trova proprio in quest'area.
Data la facilità con cui la sandstone si scompone per formare grandi lastre piatte (lose), essa è un materiale da costruzione molto utile, ed è utilizzato come tale sin dai tempi del Neolitico.
Caithness è una terra di pascoli ondulati, brughiere e insediamenti molto sparpagliati. La costa a nord e ad est offre notevoli scenari, e dà riparo a grandi e importanti colonie internazionali di uccelli marini. Le aree circostanti del Pentland Firth e del Mare del Nord contengono una grande diversità di fauna marina; allontanandosi dalla costa, il panorama è dominato dalla brughiera aperta e dalle torbiere conosciute come Flow Country, che corrisponde alla più grande estensione di torbiere in Europa, sconfinando anche nel Sutherland. La Flow Country è divisa lungo le straths (valli fluviali) da fertili terreni agricoli.

## Storia antica
La terra di Caithness è ricca dei resti dell'occupazione preistorica. Questi resti comprendono il Grey Cairns of Camster, lo Stone Lud, la Hill O Many Stanes, un complesso di siti situato attorno al Loch Yarrows e oltre 100 broch. Una struttura sotterranea preistorica a Caithness è stata paragonata a scoperte a Midgarth e su Shapinsay. Molti castelli sulla costa (oggi ridotti a rovine) sono di fondazione norrena. Quando arrivarono i norreni, probabilmente nel X secolo, la terra era probabilmente dei Pitti, ma con cultura soggetta a influenze goideliche del Cristianesimo celtico. Il nome Pentland Firth può avere come significato Fiordo dei Pitti.
Molte bande di coloni norreni si insediarono nella regione, e gradualmente si stabilirono sulla costa. Sul lato di Latheron, nella parte meridionale, estesero i loro insediamenti fino a Berriedale. Diversi nomi di luoghi, e molti cognomi nella parte pianeggiante della contea sono di origine norrena.
Per un lungo periodo la sovranità di Caithness fu contesa tra la Scozia e la Contea di Orkney, legata alla Norvegia. Nel 1196 circa, il conte Harald Maddadsson acconsentì a pagare un tributo monetario per Caithness a Guglielmo I di Scozia; la Norvegia riconosce Caithness come appartenente alla Scozia sin dal Trattato di Perth del 1266.

## L'origine della contea
Caithness in origine formava parte della contea di Inverness, ma gradualmente ottenne l'indipendenza: nel 1455, il Conte di Caithness ottenne la responsabilità della giustizia e dello sceriffato sull'area da parte dello Sceriffo di Inverness. Nel 1504 una legge del Parlamento di Scozia confermò la giurisdizione separata, e venne conferita a Dornoch e Wick la qualifica di "burgh", nelle quali lo sceriffo di Caithness stabilì i tribunali. L'area dello sceriffato venne dichiarata identica a quella della Diocesi di Caithness; lo Sceriffo di Inverness, comunque, detenne fino al 1641 poteri su importanti cause legali. In quell'anno il Parlamento dichiarò Wick il burgh principale della contea di Caithness e il Conte di Caithness divenne lo sceriffo ereditario. A seguito dell'Atto di Unione del 1707, il termine "contea" iniziò ad essere applicato, e il processo fu completato con l'abolizione delle giurisdizioni ereditarie nel 1747.

## Governo locale

Bandiera di Caithness, adottata nel 2016.

La contea iniziò ad essere utilizzata come unità di amministrazione locale, e nel 1890 ottenne un consiglio della contea eletto secondo la Legge sul Governo Locale scozzese del 1889. Anche se rimasero ufficialmente all'interno della contea, i burghs di Wich e Thurso mantennero il loro status di aree governative locali autonome. A quel tempo, le due città di Wick e Thurso erano già state istituite come borghi autonomi, con i loro consigli autonomi. Dieci consigli di parrocchia, che coprivano aree rurali, furono istituiti nel 1894.
Wick, borgo reale, funse la centro amministrativo della contea.
Nel 1930 i consigli parrocchiali furono aboliti con la Legge sul Governo Locale scozzese del 1929.
Caithness, a livello di rappresentanza alla Camera dei Comuni del Regno Unito, si trova all'interno del collegio Caithness, Sutherland and Easter Ross.

### 1975-1996
Nel 1975 i consigli di governo locale e i consigli dei burghs vennero sostituiti con la Legge sul Governo Locale del 1973, con cui Caithness divenne uno degli otto distretti, ognuno con il suo "consiglio di distretto", all'interno della regione amministrativa a due livelli delle Highland. Quando fu creato, il distretto conteneva l'intera contea, oltre alle aree di Tongue e Farr nel vicino Sutherland. Il confine fu tuttavia presto cambiato, per corrispondere a quello tra le contee.
La regione delle Highland venne creata nel 1975, come una delle nove regioni della Scozia; ogni regione consisteva di alcuni distretti, e sia regioni che distretti avevano i propri consigli eletti. La creazione della regione Highland e di Caithness come distretto richiese l'abolizione dei due consigli di burgh a Caithness, Wick e Thurso, come anche del consiglio di contea di Caithness.
Wick, che era stato il centro amministrativo della contea, divenne il centro amministrativo del distretto.
Nel 1996 il governo locale scozzese fu ulteriormente riformato, con la legge del 1994, per creare 32 aree unitarie. La regione Highland divenne l'area del consiglio unitario delle Highland, e le funzioni del distretto vennero assorbite dal Consiglio delle Highland.

### 1996-2007

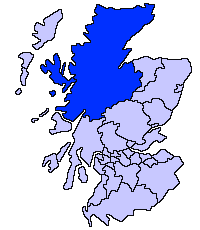
La Highland council area dal 1996 ad oggi

Nel 1996 Caithness e gli altri sette distretti della regione Highland furono uniti nell'area del consiglio unitario delle Highland, secondo la Legge sul Governo Locale della Scozia del 1994. Il nuovo Consiglio delle Highland adottò i precedenti distretti come aree di gestione e creò un sistema di comitati di area per rappresentare le aree di gestione.
Fino al 1999 l'area di gestione di Caithness consisteva di 8 dei 72 ward che componevano il Consiglio delle Highland. Ogni ward eleggeva un consigliere con il sistema maggioritario a singolo turno.
Nel 1999, tuttavia, i confini dei ward furono riscritti, mentre non lo furono quelli delle aree di gestione. Di conseguenza, i comitati di area presero il nome e presero decisioni per conto di aree che non rappresentavano esattamente. La nuova area del comitato di Caithness, consistente di 10 degli 80 ward del Consiglio delle Highland, non comprendeva il villaggio di Reay, anche se il villaggio era nell'area di gestione di Caithness. Per la rappresentazione nei comitati, Raey era compreso nel comitato del Sutherland.
Nuovi ward furono creati per le elezioni del 2007 e, quando questi divennero operativi, furono riorganizzati anche le strutture dei comitati e della gestione del Consiglio delle Highland. L'area di gestione di Caithness e il comitato dell'area di Caithness furono pertanto aboliti.

### Dal 2007
Nel 2007 il Consiglio delle Highland, che è ora l'autorità di governo locale, creò l'area di governo del ward di Caithness, che ha confini simili a quello dell'area governativa storica. Il ward è stato diviso in tre nuovi ward che eleggono consiglieri con il sistema di voto singolo trasferibile, studiato per produrre una firma di rappresentatività proporzionale. Un ward elegge quattro consiglieri, mentre gli altri due eleggono tre consiglieri ciascuno. Inoltre, le otto aree di gestione del Consiglio sono state eliminate in favore di tre nuove aree di governo, con Caithness che è divenuta un'area di gestione nella nuova area operativa di gestione di Caithness, Sutherland e Eastern Ross, che copre sette dei 22 nuovi ward del Consiglio. I confini dell'area di governo del ward di Caithness non sono esattamente come nel passato, ma include il villaggio di Reay.

## Villaggi
Nel 2001 Caithness aveva una popolazione residente di 23.866 persone, e i centri abitati erano quelli di:
- Berriedale
- Burnside
- Castletown (Drill Hall)
- Dunbeath
- Dunnet
- Gillock
- Halkirk
- Haster
- Mey
- Morven (rappresenta il punto più alto di Caithness)
- John o' Groats
- Latheron
- Reiss
- Reay
- Reay
- Sibster
- Skarfskerry (il centro abitato più a nord di Scozia e Gran Bretagna, isole escluse)
- Thurso (Town Hall)
- Watten
- Wick (High Street)